# Mervyn King (econoom)

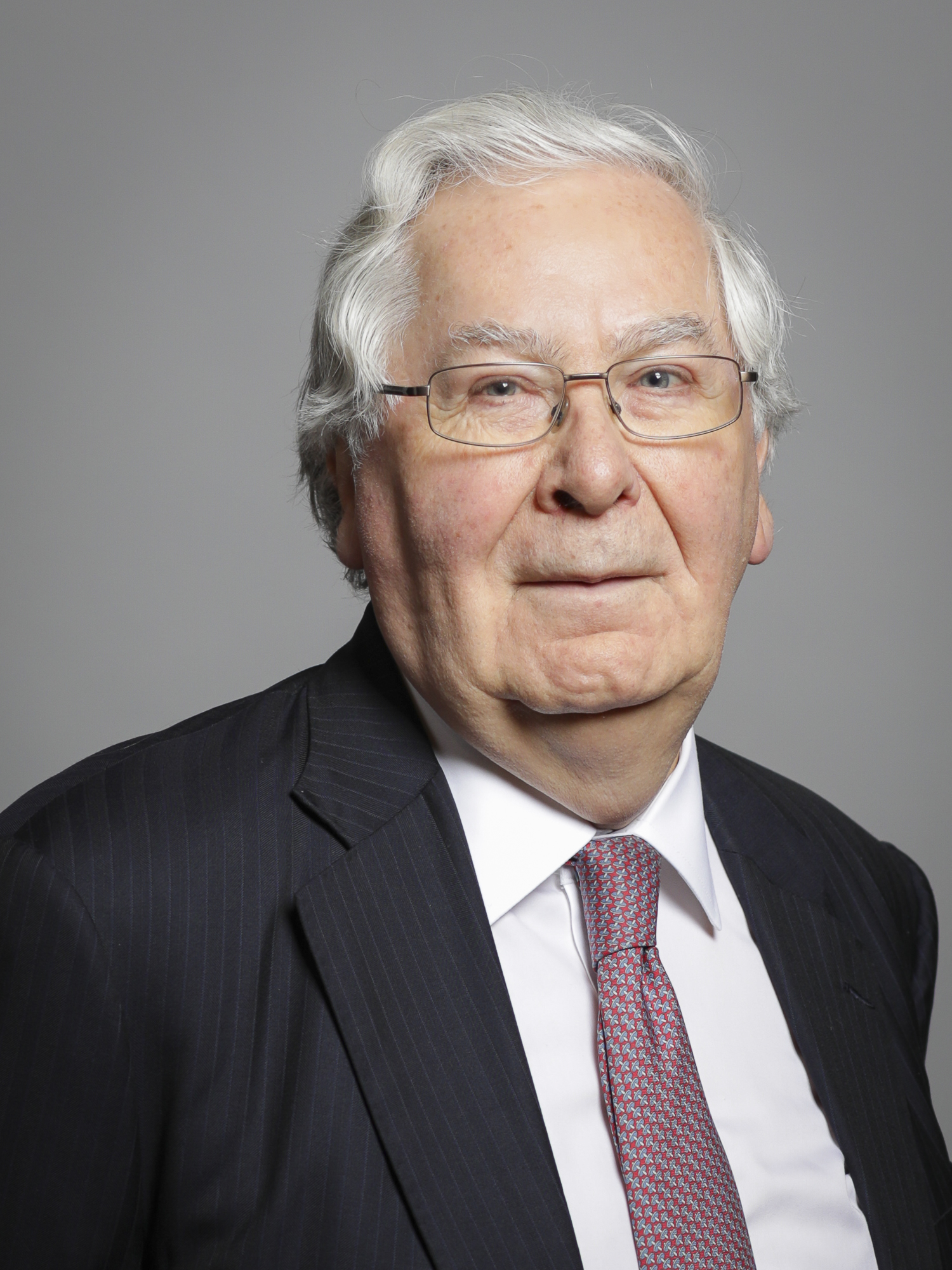
Mervyn King

Mervyn Allister King (Chesham Bois, 30 maart 1948) is een Brits econoom. Hij was van 30 juni 2003 tot 1 juli 2013 gouverneur van de Bank of England.

## Levensloop
King volgde in Wolverhampton de grammar school en studeerde in Cambridge, economie aan het King's College en St John's College en Harvard. Hij doceerde aan de Universiteit van Cambridge en de die van Birmingham. Hij was gasthoogleraar aan Harvard en het Massachusetts Institute of Technology. Van 1984 tot 1991 was hij hoogleraar economie aan de London School of Economics.
King werkt sinds 1991 bij de Bank of England. In juni 1998 werd hij hier assistent-gouverneur (Deputy Governor). In hetzelfde jaar werd hij lid van de invloedrijke financiële adviesgroep Group of Thirty. In juni 2003 volgde hij Edward George op als gouverneur van de Bank of England.
King streeft ernaar dat de inflatie in Groot-Brittannië op een laag niveau blijft, zo'n twee procent. In april 2008, toen de financiële wereld al getroffen was door de kredietcrisis, bekritiseerde hij de exorbitante bonuscultuur in de bankwereld op Wall Street en in de City of London. In datzelfde jaar weigerde hij een salarisverhoging die zijn inkomen naar zo'n 400.000 pond zou hebben getild.

## Onderscheidingen
- Baron in de Peerage van het Verenigd Koninkrijk (2013)
- Ridder in de Orde van de Kousenband (2014)
- Ridder-grootkruis in de Orde van het Britse Rijk (2011)